# Iso Haapajärvi (sjö i Etseri, Södra Österbotten)
Iso Haapajärvi är en sjö i kommunen Etseri i landskapet Södra Österbotten i Finland. Sjön ligger 142,1 meter över havet. Den är 15 meter djup. Arean är 2,18 kvadratkilometer och strandlinjen är 11,07 kilometer lång. Sjön  ingår i Kumo älvs huvudavrinningsområde.   Den ligger omkring 61 kilometer sydöst om Seinäjoki och omkring 260 kilometer norr om Helsingfors. 
Iso Haapajärvi ligger öster om Jauhojärvi. 